# This Beautiful Fantastic
This Beautiful Fantastic è un film del 2016 diretto da Simon Aboud.

## Trama
Bella Brown è un'eccentrica ragazza londinese che, appassionata di letteratura, lavora in una nota libreria della città sognando un giorno di scrivere e illustrare un libro per bambini. Ritrovata abbandonata nel cuore di Hyde Park da neonata, Bella è cresciuta sviluppando una serie di manie compulsive e altre fobie che l'hanno portata, tra le altre cose, a non curare minimamente il giardino sul retro della sua abitazione. La sua routine quotidiana, spesso sconnessa dal resto del mondo, è interrotta bruscamente proprio quando il padrone di casa, dando seguito alle lamentele di un suo anziano vicino, le impone di rimediare al grave stato di degrado in cui ha lasciato il giardino minacciandola di sfratto. Ad aiutare Bella a superare le sue paure e a far rivivere fiori e piante abbandonate da tempo, è lo stesso vicino di casa, Alfie Stephenson, che accetta di condividere con lei le sue conoscenze da orticoltore grazie all'intercessione del suo maggiordomo e cuoco personale Vernon, facendole quindi da mentore e fonte d'ispirazione. Nel frattempo, in libreria Bella fa la conoscenza di un inventore quasi altrettanto eccentrico, il costruttore di "animali meccanici stravaganti" Billy, tra i quali un uccello che riesce a volare alimentato dal chiaro di luna. Tra i due si svilupperà presto una forte intesa romantica.

## Produzione
Si tratta del secondo film di Simon Aboud, girato a Londra nell'estate del 2015.

## Distribuzione
Dopo essere stato presentato in alcuni festival, tra cui al BBC First British Film Festival in Australia e al New British Film Festival Russia, entrambi tenuti da ottobre 2016,, e al Palm Springs International Film Festival a gennaio 2017, il film sarà distribuito nelle sale statunitensi e online dal 10 marzo 2017.

## Accoglienza
Il critico di Variety Dennis Harvey, come diversi altri, sottolineò le similarità tra il personaggio protagonista del film e Amélie interpretata da Audrey Tautou nel noto film del 2001 di Jean-Pierre Jeunet, presentandolo come un'opera progettata per affascinare il cui successo dipende dalla sensibilità dello spettatore alle sdolcinatezze. Il critico ha anche apprezzato le interpretazioni mettendo tuttavia in evidenza come i personaggi "monodimensionali" non abbiano richiesto particolare impegno. Anche per Sheri Linden del The Hollywood Reporter il film non si distingue per le sue profondità, ma l'autore e regista, senza forzare troppo le peculiarità dei personaggi, è riuscito comunque a rappresentare una storia sulla nascita di amicizie e di amori che risulta «deliziosa». Georgina Smerd di Glam Adelaide presentò la pellicola come una romantica favola moderna incentrata sulla storia di un'eccentrica ragazza che riesce a superare le sue paure grazie all'incontro con improbabili personaggi, apprezzando lo stile fotografico e la stravagante ma delicata colonna sonora, e criticando invece forzati «abbellimenti» scenografici per esaltare l'ambientazione favolistica della storia.